# Liste des titres musicaux numéro un au classement radio en France en 2011
Cette page liste les titres musicaux numéro un au classement radio en France pour l'année 2011 selon le Syndicat national de l'édition phonographique (SNEP).

## Classement des titres les plus diffusés par semaine
| №  | Date         | Artiste                                    | Titre                      |
| -- | ------------ | ------------------------------------------ | -------------------------- |
| 1  | 3 janvier    | Israel Kamakawiwoʻole                      | Over the Rainbow           |
| 2  | 10 janvier   | Israel Kamakawiwoʻole                      | Over the Rainbow           |
| 3  | 17 janvier   | Israel Kamakawiwoʻole                      | Over the Rainbow           |
| 4  | 24 janvier   | Israel Kamakawiwoʻole                      | Over the Rainbow           |
| 5  | 31 janvier   | Colonel Reyel                              | Celui...                   |
| 6  | 7 février    | Colonel Reyel                              | Celui...                   |
| 7  | 14 février   | Alexandra Stan                             | Mr. Saxobeat               |
| 8  | 21 février   | Rihanna                                    | S&M                        |
| 9  | 28 février   | The Black Eyed Peas                        | Just Can't Get Enough      |
| 10 | 7 mars       | The Black Eyed Peas                        | Just Can't Get Enough      |
| 11 | 14 mars      | The Black Eyed Peas                        | Just Can't Get Enough      |
| 12 | 21 mars      | The Black Eyed Peas                        | Just Can't Get Enough      |
| 13 | 28 mars      | The Black Eyed Peas                        | Just Can't Get Enough      |
| 14 | 4 avril      | The Black Eyed Peas                        | Just Can't Get Enough      |
| 15 | 11 avril     | The Black Eyed Peas                        | Just Can't Get Enough      |
| 16 | 18 avril     | Jessie J featuring B.o.B                   | Price Tag                  |
| 17 | 25 avril     | Snoop Dogg vs David Guetta                 | Sweat (David Guetta remix) |
| 18 | 2 mai        | Snoop Dogg vs David Guetta                 | Sweat (David Guetta remix) |
| 19 | 9 mai        | Snoop Dogg vs David Guetta                 | Sweat (David Guetta remix) |
| 20 | 16 mai       | Snoop Dogg vs David Guetta                 | Sweat (David Guetta remix) |
| 21 | 23 mai       | Pitbull featuring Ne-Yo & Afrojack & Nayer | Give Me Everything         |
| 22 | 30 mai       | Pitbull featuring Ne-Yo & Afrojack & Nayer | Give Me Everything         |
| 23 | 6 juin       | Pitbull featuring Ne-Yo & Afrojack & Nayer | Give Me Everything         |
| 24 | 13 juin      | Pitbull featuring Ne-Yo & Afrojack & Nayer | Give Me Everything         |
| 25 | 20 juin      | Pitbull featuring Ne-Yo & Afrojack & Nayer | Give Me Everything         |
| 26 | 27 juin      | The Black Eyed Peas                        | Don't Stop the Party       |
| 27 | 4 juillet    | The Black Eyed Peas                        | Don't Stop the Party       |
| 28 | 11 juillet   | The Black Eyed Peas                        | Don't Stop the Party       |
| 29 | 18 juillet   | Élisa Tovati & Tom Dice                    | Il nous faut               |
| 30 | 25 juillet   | Élisa Tovati & Tom Dice                    | Il nous faut               |
| 31 | 1er août     | Sean Paul featuring Alexis Jordan          | Got 2 Luv U                |
| 32 | 8 août       | Rihanna                                    | Man Down                   |
| 33 | 15 août      | Rihanna                                    | Man Down                   |
| 34 | 22 août      | Sean Paul featuring Alexis Jordan          | Got 2 Luv U                |
| 35 | 29 août      | Sean Paul featuring Alexis Jordan          | Got 2 Luv U                |
| 36 | 5 septembre  | Sean Paul featuring Alexis Jordan          | Got 2 Luv U                |
| 37 | 12 septembre | Sean Paul featuring Alexis Jordan          | Got 2 Luv U                |
| 38 | 19 septembre | Sean Paul featuring Alexis Jordan          | Got 2 Luv U                |
| 39 | 26 septembre | Sean Paul featuring Alexis Jordan          | Got 2 Luv U                |
| 40 | 3 octobre    | Pitbull featuring Marc Anthony             | Rain Over Me               |
| 41 | 10 octobre   | Pitbull featuring Marc Anthony             | Rain Over Me               |
| 42 | 17 octobre   | Rihanna featuring Calvin Harris            | We Found Love              |
| 43 | 24 octobre   | Rihanna featuring Calvin Harris            | We Found Love              |
| 44 | 31 octobre   | Rihanna featuring Calvin Harris            | We Found Love              |
| 45 | 7 novembre   | Rihanna featuring Calvin Harris            | We Found Love              |
| 46 | 14 novembre  | Flo Rida                                   | Good Feeling               |
| 47 | 21 novembre  | Flo Rida                                   | Good Feeling               |
| 48 | 28 novembre  | Sean Paul                                  | She Doesn't Mind           |
| 49 | 5 décembre   | Sean Paul                                  | She Doesn't Mind           |
| 50 | 12 décembre  | Sean Paul                                  | She Doesn't Mind           |
| 51 | 19 décembre  | Sean Paul                                  | She Doesn't Mind           |
| 52 | 26 décembre  | Sean Paul                                  | She Doesn't Mind           |

## Classement des titres les plus diffusés de l'année
| №  | Artiste                                       | Titre                                    |
| -- | --------------------------------------------- | ---------------------------------------- |
| 1  | Adele                                         | Rolling in the Deep                      |
| 2  | Élisa Tovati & Tom Dice                       | Il nous faut                             |
| 3  | Pitbull featuring Ne-Yo & Afrojack & Nayer    | Give Me Everything                       |
| 4  | Sean Paul featuring Alexis Jordan             | Got 2 Luv U                              |
| 5  | The Black Eyed Peas                           | Just Can't Get Enough                    |
| 6  | LMFAO featuring Lauren Bennett & GoonRock     | Party Rock Anthem                        |
| 7  | Rihanna                                       | Man Down                                 |
| 8  | The Black Eyed Peas                           | Don't Stop the Party                     |
| 9  | Snoop Dogg vs David Guetta                    | Sweat (David Guetta remix)               |
| 10 | James Blunt                                   | So Far Gone (en)                         |
| 11 | Jessie J featuring B.o.B.                     | Price Tag                                |
| 12 | Mickaël Miro                                  | L'horloge tourne                         |
| 13 | Jennifer Lopez featuring Pitbull              | On the Floor                             |
| 14 | Rihanna                                       | S&M                                      |
| 15 | Mika                                          | Elle me dit                              |
| 16 | David Guetta featuring Flo Rida & Nicki Minaj | Where Them Girls At                      |
| 17 | Inna Modja                                    | French Cancan (Monsieur Sainte Nitouche) |
| 18 | Bruno Mars                                    | The Lazy Song                            |
| 19 | Flo Rida                                      | Good Feeling                             |
| 20 | Rihanna featuring Calvin Harris               | We Found Love                            |

## Sources
- Classement radio hebdomadaire
- Bilan radio TV clubs 2011

## Chronologie
- Liste des titres musicaux numéro un au classement radio en France en 2010